# Cedric Richmond
Cedric Levon Richmond (New Orleans, 13 settembre 1973) è un politico e avvocato statunitense, membro della Camera dei Rappresentanti per lo stato della Louisiana dal 2011 al 2021.

## Biografia
Nato e cresciuto a New Orleans, Richmond rimase orfano di padre da bambino e successivamente si dedicò agli studi fino a laurearsi in legge. Dopo aver svolto la professione di avvocato, Richmond entrò in politica con il Partito Democratico e nel 2000 venne eletto all'interno della legislatura statale della Louisiana.
Richmond mantenne il seggio per undici anni, fino a quando nel 2011 approdò alla Camera dei Rappresentanti sconfiggendo il deputato repubblicano in carica Joseph Cao. Tre anni prima aveva già cercato l'elezione al seggio ma era arrivato solo terzo nelle primarie democratiche.
Nel 2020 entrò come Co-Chair nella campagna di Joe Biden in vista delle elezioni presidenziali. Nel gennaio 2021 si dimise dalla Camera dei Rappresentanti per assumere il ruolo di Senior Advisor del Presidente Joe Biden.
Richmond si configura come un democratico di vedute progressiste.